# Шебойган (окръг, Мичиган)
Вижте пояснителната страница за други значения на Шебойган.
Окръг Шебойган (на английски: Cheboygan County) е окръг в щата Мичиган, Съединени американски щати. Площта му е 2292 km², а населението - 26 448 души (2000). Административен център е град Шебойган.